# Vanvitellijev akvedukt
Vanvitellijev akvedukt (talijanski: Acquedotto di Vanvitelli) ili Karolinški akvedukt (L'Acquedotto Carolino) je vodovod za opskrbu palače u Caserti i tvorničkog kompleksa San Leucio s izvora Fizzo u podnožju planine Taburno, na području Bucciana (BN). Svojom dužinom od 38 km ona većinom vijuga ispod zemlje, a iznad čini veličanstveni akvedukt. 
Naručio ga je napuljski i španjolski kralj Karlo Bourbonski, a dizajnirao ga je Luigi Vanvitelli, po kojima je dobio svoja imena. Izgradnja je trajala od ožujka 1753. do otvorenja 7. svibnja 1762. god.
Od posebne arhitektonske vrijednosti je savršeno očuvani dio od sedre (po uzoru na rimske akvedukte), dug 529 m, koji premošćuje Valle di Maddaloni između Monte Logano (na istoku) i Monte Garzano (na zapadu). Ovaj dio, od tri reda lukova koji je na svojoj najvišoj točki visok 55,8m, je 1997. god. upisan na UNESCOv popis mjesta svjetske baštine u Europi. 

## Vanjske poveznice
- Povijest i arhitektura akvedukta  Arhivirana inačica izvorne stranice od 19. studenoga 2011. (Wayback Machine)
- Odlike na www.campaniatour.it  Arhivirana inačica izvorne stranice od 4. siječnja 2009. (Wayback Machine)